# HD 156768
HD 156768，又名CP-57 8478，SAO 244678、HR 6438，是一颗恒星，视星等为5.88，位于銀經333.05，銀緯-12.07，其B1900.0坐标为赤經17h 14m 17.8s，赤緯-57° -12.07′ 36″。